# Eugryllina
Eugryllina is een geslacht van rechtvleugeligen uit de familie krekels (Gryllidae). De wetenschappelijke naam van dit geslacht is voor het eerst geldig gepubliceerd in 1928 door Hebard.

## Soorten
Het geslacht Eugryllina omvat de volgende soorten:
- Eugryllina acanthoptera Hebard, 1928
- Eugryllina veraguae Hebard, 1928